# Galerga (vlindergeslacht)
Galerga is een Afrotropisch geslacht van vlinders van de familie van de dikkopjes (Hesperiidae), uit de onderfamilie van de Hesperiinae. De soorten van dit geslacht komen alleen in Madagaskar voor.

## Soorten
- Galerga albiplaga Oberthür, 1916)
- Galerga ariel (Mabille, 1878)
- Galerga ellipsis (Saalmüller, 1884)
- Galerga eximia Oberthür, 1923)
- Galerga fito (Evans, 1937)
- Galerga flora Oberthür, 1923)
- Galerga gillias (Mabille, 1878)
- Galerga howa (Mabille, 1875)
- Galerga hyposticta Mabille, 1898)
- Galerga ismael Oberthür, 1916)
- Galerga kingdoni (Butler, 1879)
- Galerga malchus (Mabille, 1879)
- Galerga ochracea (Evans, 1937)
- Galerga paroechus (Mabille, 1887)
- Galerga silvestralis (Viette, 1956)
- Galerga sylvia (Evans, 1937)
- Galerga varians Oberthür, 1916)